# Fuchsia putumayensis
Fuchsia putumayensis là một loài thực vật có hoa trong họ Anh thảo chiều. Loài này được Munz mô tả khoa học đầu tiên năm 1943.